# 大橋通停留場
大橋通停留場（日语：／ Ohashidori teiryūjō */?），是位於高知縣高知市本町，土佐電交通伊野線的電車站。

## 歷史
在1904年（明治37年）5月，當時由土佐電交通的前身土佐電氣鐵道開設此電車站。當時電車站名為本町下二丁目停留場（日语：／）。在1949年，此電車站改名為大橋通停留場。
- 1904年（明治37年）5月2日 - 土佐電氣鐵道本町線堀詰至乘出之間開通[2]。本町下二丁目停留場啟用[2]。
- 1949年前 - 電車站改名為大橋通停留場[4]。
- 2010年（平成22年）4月2日 - 乘車處無障礙化。
- 2014年（平成26年）10月1日 - 土佐電氣鐵道、高知縣交通（日语：高知県交通）和土佐電Dream Service（日语：土佐電ドリームサービス）合併，土佐電交通成立[5]。成為土佐電交通的電車站。

## 電車站構造
電車站是建造在共用道路上，設有2面2線的相對式乘車處（千鳥式）。兩月台之間相隔一個路口，路口東邊為播磨屋橋方向月台，西邊為伊野方向月台。在2010年（平成22年）4月2日，電車站遷移與無障礙化。

## 電車站周邊
上述提及，電車站兩月台之間間隔一個路口，路口南北走向的道路為大橋通，該處被稱為「高知市的廚房」的大橋通商店街。街上設有售賣鮮魚、水果、蔬菜與乾物等商店，與周邊的帶屋町、播磨屋橋商店街共同成為縣内大型商店街群。電車站附近也有許多學校，人流比較多。
電車站向北步行1分鐘可到達弘人市場。向南步行至鏡川河畔可到達潮江天滿宮，而大橋通的由來是來自該處的天神大橋。
- 土佐女子中學·高等學校（日语：土佐女子中学校・高等学校）
- 高知縣立大學永國寺校園
- 高知短期大學
- 日本銀行高知分店
- 伊予銀行（日语：伊予銀行）高知分店
- NHK高知放送局
- NTT西日本（日语：西日本電信電話）高知分店
- 高知本町郵局
- 筆山公園（日语：筆山公園）
- 國道32號
- 「大橋通」巴士站

## 相鄰電車站
土佐電交通
伊野線
堀詰－大橋通－高知城前
- 伊野線此電車站至堀詰停留場之間，於1977年（昭和52年）前曾經設有中之橋通停留場。

## 注腳
1. 1 2 3 4  《土佐電鉄が走る街 今昔》28-30頁
2. 1 2 3 4  《土佐電鉄が走る街 今昔》98・156-158頁
3. ↑  服部重敬（編著）. . 山海堂. 2006: 296. ISBN 4-381-01816-8 （日语）.
4. 1 2 3  今尾惠介（監修）. . 11 中国四国. 新潮社. 2009: 59-60. ISBN 978-4-10-790029-6 （日语）.
5. ↑  上野宏人. . 毎日新聞 (毎日新聞社). 2014-10-02 （日语）.
6. ↑  川島令三. . 【図説】 日本の鉄道. 第2巻 四国西部エリア. 講談社. 2013: 41・92頁. ISBN 978-4-06-295161-6 （日语）.
7. 1 2  . 高知新聞社. 1998: 87. ISBN 4-87503-268-4 （日语）.
8. ↑   (PDF). とさでん交通.   [2017-05-14]. （原始内容存档 (PDF)于2017-08-08） （日语）.